# 基思·约翰斯通
基思·约翰斯通（1933年2月22日—）是英国和加拿大即兴戏剧的先驱，最著名的是发明了Impro系统， 是Theatresports的一部分。他还是教育家，剧作家，演员和戏剧导演。 

## 生涯
出生于德文郡，英格兰，约翰斯通长大讨厌学校，发现它减弱了他的想象，让他觉得自我意识和害羞。 1950年代初期，在伦敦巴特西的一所工人阶级学校任教后，约翰斯通受皇家法院剧院的委托，于1956年随后，他成为那里的剧作家，导演和戏剧老师，在那里他选择了颠倒他老师告诉他的一切，以试图创造更多自发的演员。 1970年代，约翰斯通（Johnstone）搬到艾伯塔省卡尔加里（Calgary）在卡尔加里大学（University of Calgary）任教。
马尔科姆·格拉德威尔（ Malcolm Gladwell）的《眨眼：思考而无思考的力量》一书中以他为特色。 

## 工作
約翰斯通（Johnstone）與他人共同創立了“駝鹿劇院”（Loose Moose Theatre） ，併發明瞭他的培訓體系，這種體系已經影響了傳統劇院內外超過50年的實踐。 他的系統包括“大猩猩劇院”，“ Micetro”或“ Maestro”和“生活遊戲”等格式。後者已在《不可能的劇院》的國家劇院和美國有線電視上看到。
约翰斯通写了两本关于他的系统的书。 1979年的《Impro：即兴创作和剧院》，以及1999年的 Impro 給讲故事的人。他以标明即兴哲学的口号而闻名，其中包括： 
- 「如果没有失败，你将学不到任何东西。」
- 「请不要尽力而为。尽力而为是要变得比自己更好。」 [4]
- 「走上舞台进行交往。至少你不会一个人。」
- 「这不是要约，而是您要怎么做。」

## 精选出版物
- 1979年 Impro：即兴创作和剧院，ISBN 9780878301171
- 1999年 Impro For Storytellers ，ISBN 0571190995

## 进一步阅读
- 伯尼，KA（编辑）（1994）。约翰斯通（Johnstone），基思（Keith） ，当代英国戏剧家，伦敦圣詹姆斯出版社（St. James Press），ISBN 1558622136

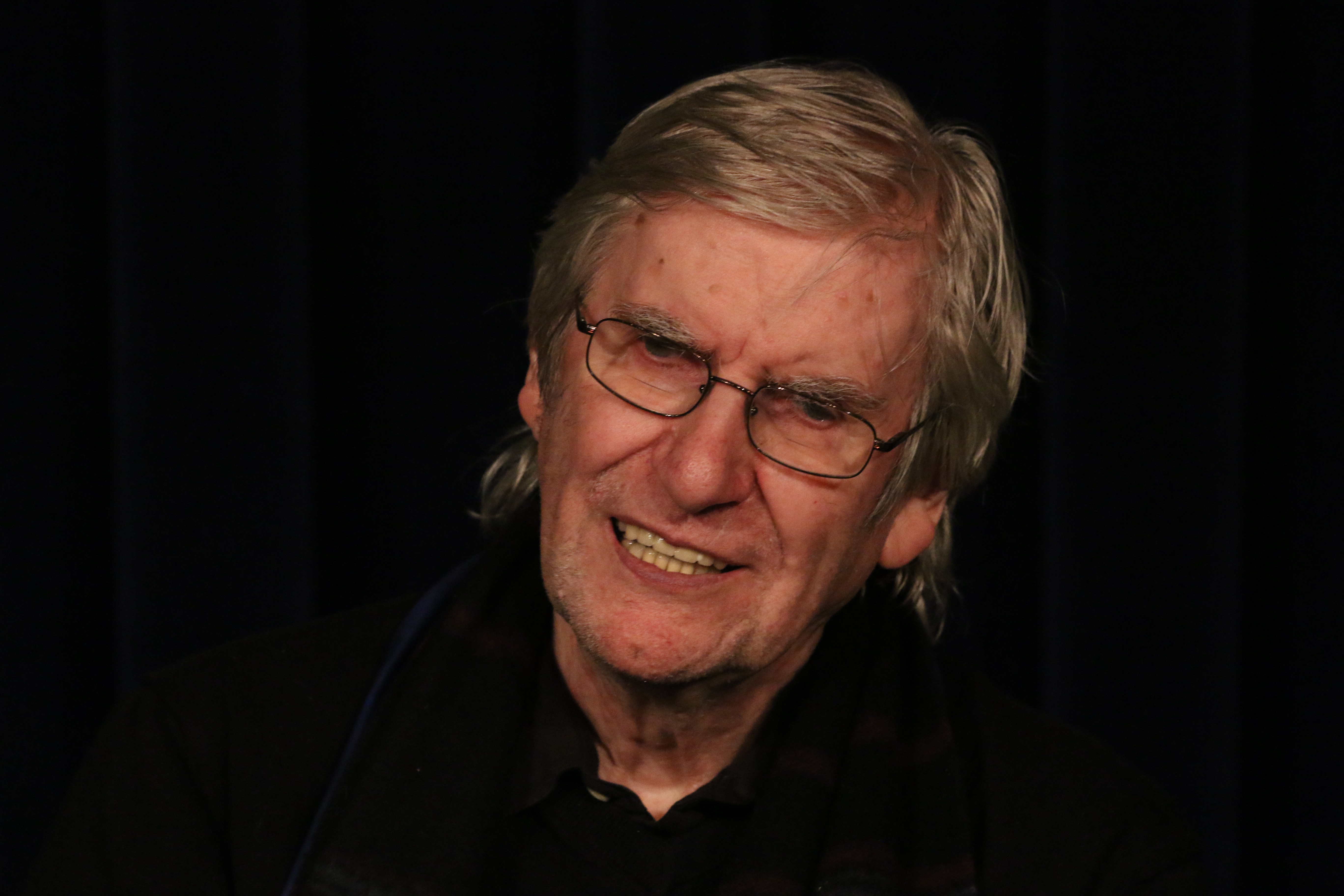
基思·约翰斯通（Keith Johnstone），卡尔加里，2017年

- 基思·约翰斯通（Keith Johnstone），《当代戏剧家》，第六版。圣詹姆斯出版社，1999年。
- Robbins Dudeck, Theresa. . Bloomsbury Methuen Drama. October 10, 2013. ISBN 978-1408183274.978-1408183274
- 雷迪克·格兰特（2006）。基思·约翰斯顿（Keith Johnstone），剧院100。卡尔加里：艾伯塔省剧作家网络

## 笔记
1. ↑  The term Impro System was coined by Dudeck in the 2013 biography to identify Keith Johnstone’s theories, techniques, exercises, games, terminology, and pedagogy.[1][2]